# Артюхов, Константин Валентинович
Константин Валентинович Артюхов (род. 1937) — советский и российский кинорежиссёр, сценарист, актёр кино, заслуженный деятель искусств Российской Федерации (2007).

## Биография
Сын Артюхова Валентина Михайловича, архитектора.
В 1959 году закончил театрально-постановочный, а в 1962 — режиссерский факультеты ЛГИТМиК.
С 1963 г. работал режиссёром на Ленинградском телевидении, с 1968 года — на студии «Лентелефильм», один из создателей этого творческого объединения.
На студии «Леннаучфильм» с 2001 года. Также работает на студии «Арион» Всероссийского музея имени А. С. Пушкина.
Снял более 80 фильмов.

## Избранная фильмография
- 2014 Князь Олег. Не хочу умереть без славы (документальный)
- 2011 Когда возник лицей (документальный)
- 2009 Как Пушкин с Гоголем породнились (документальный) Кинофестиваль «Литература и кино», Гатчина (Россия), 2010
- 2008 Параша Сибирячка (документальный) Лауреат IХ Кубанского международного православного кинофестиваля "Вечевой колокол" (Краснодар, 2009), диплом I степени IX межрегионального конкурса-фестиваля "Православие и СМИ" (Тобольск, 2009), дипломы Х Всероссийского фестиваля телевизионных программ "Белые пятна истории Сибири" (Тюмень, 2008), международного фестиваля христианского кино "Невский благовест" (Санкт-Петербург, 2009), V Севастопольского международного кинофестиваля в номинации "Православное кино" (2009).
- 2006 Сибирский сказочник (документальный)
- 2004 На брегу реки Фонтанки (документальный) Специальный приз жюри XI Российского кинофестиваля «Литература и кино», Гатчина, 2005 г.
- 2003 Век Лихачева (документальный)
- 2002 Странная жизнь Аннибала (документальный) Специальный приз жюри VIII Российского кинофестиваля «Литература и кино», Гатчина, 2002 г.
- 1997 Машка, Сашка, Гришка, Наташка (документальный) фильм 3 из цикла «Потомки Пушкина»
- 1995 Екатерина Нелидова (фильм) (документальный)
- 1995 История картины (документальный)
- 1993 Бог помочь вам, друзья мои (документальный), (к/с «Лентелефильм»), фильм 2 из цикла «Потомки Пушкина». Диплом кинофестиваля «Дворянский мир», Москва, 1995 г.
- 1993 Дело № 195 Дмитрия Лихачева (документальный)
- 1992 Мой прапрадед — Пушкин (документальный)
- 1991 Александр II (фильм) (документальный),Главный приз и памятная медаль Всероссийского фестиваля кино «Дворянский мир», Москва, 1994 г.
- 1990 Дом Бенуа (фильм) (к/с «Лентелефильм»), (документальный). Показ на творческом вечере в Институте славистики, Париж, 1991 г.
- 1988 Реквием (фильм, 1988) (к/с «Лентелефильм»),Диплом Всесоюзного фестиваля телефильмов, Душанбе, 1989 г. Диплом кинофестиваля «Серебряный век», С-Петербург, 1995 г.
- 1986 Под сенью липовых аллей (документальный)
- 1985 Поэзия садов (документальный)
- 1984 Вместе с Дунаевским Приз Всесоюзного фестиваля телефильмов, Киев, 1985 г.
- 1981 Пушкин в Петербурге (документальный)
- 1980 Гатчина (гатчина) (документальный), (к/с «Лентелефильм») III Премия на Всесоюзном смотре архитектурных фильмов, Москва, 1982 г.
- 1979 Игрушки (фильм, 1979) (документальный)
- 1975 В.Каверин. "Два капитана" (документальный)
- 1973 Кронштадт (фильм) (документальный)
- 1972 Петровский портрет (документальный)

## Сценарист
- 1986 Под сенью липовых аллей (документальный)
- 1990 Дом Бенуа
- 1991 Александр II
- 1995 Екатерина Нелидова
- 2002 Странная жизнь Аннибала
- 2006 Сибирский сказочник

## Роли в кино
- 2011 Улицы разбитых фонарей −11 (Игорь Юрьевич — психиатр)
- 2006 Столыпин... Невыученные уроки (граф Витте)